# Чекша (посёлок)
Чекша — посёлок в Прилузском районе Республике Коми. Входит в состав сельского поселения Ношуль.

## История
10 декабря 1965 г. посёлок Мехбаза Ношульского сельсовета переименован в Чекша.

## Население
| 2010 |
| ---- |
| 369  |